# Red Ochre Award
Le Red Ochre Award est un prix créé en 1993 par l'Australian Council for the Arts (en). Il est décerné chaque année à un artiste indigène australien remarquable (aborigène d'Australie ou indigène du détroit de Torrès) pour l'ensemble de ses réalisation. Il s'agit de l'une des deux catégories décernées lors des National Indigenous Arts Awards (en) le 27 mai de chaque année, l'autre prix étant le Dreaming Award (en).

## Lauréats
| Année | Artiste                         | Activité                                          | Sources |
| ----- | ------------------------------- | ------------------------------------------------- | ------- |
| 2022  | Destiny Deacon                  | photographe                                       | [ 4 ]   |
| 2022  | Stephen Page (en)               | danseur, chorégraphe, réalisateur                 | [ 4 ]   |
| 2021  | Yorna (Donny) Woolagoodja (en)  | peinture                                          | [ 5 ]   |
| 2021  | Lou Bennett (en)                | musique, arts scénique et recherche universitaire | [ 6 ]   |
| 2020  | Alison Milyika Carroll (en)     | peinture, batik, céramique                        | [ 7 ]   |
| 2020  | Djon Mundine (en)               | commissaire d'exposition                          | [ 8 ]   |
| 2019  | Jack Charles                    | acteur                                            | ,       |
| 2019  | Lola Greeno (en)                | travail des coquillages                           | ,       |
| 2018  | Mavis Ngallametta (en)          | peinture, tissage                                 | ,       |
| 2018  | John Mawurndjul (en)            | peinture et sculpture sur écorce                  | ,       |
| 2017  | Lynette Narkle (en)             | actrice et réalisatrice                           | ,       |
| 2017  | Dr Ken Thaiday Senior (en)      | sculpture cinétique                               | ,       |
| 2016  | Yvonne Koolmatrie (en)          | tissage                                           | ,       |
| 2015  | Gary Foley                      | théâtre                                           | ,       |
| 2014  | Hector Burton (en)              | peinture, installations mêlant sculpture et son   | [ 25 ]  |
| 2013  | David Gulpilil                  | acteur et danseur                                 | ,       |
| 2012  | Warren H. Williams (en)         | musique                                           | ,       |
| 2011  | Archie Roach                    | musique                                           | ,       |
| 2010  | Michael Leslie (en)             | danse                                             | ,       |
| 2009  | Gawirrin Gumana                 | peinture                                          | [ 34 ]  |
| 2008  | Doris Pilkington Garimara       | littérature                                       | [ 35 ]  |
| 2006  | Tom E. Lewis                    | acteur et musicien                                | [ 36 ]  |
| 2005  | Seaman Dan (en)                 | musique                                           | [ 37 ]  |
| 2004  | Johnny Bulunbulun (en)          | peinture                                          | [ 38 ]  |
| 2003  | Jimmy Little (en)               | musique                                           | ,       |
| 2002  | Dorothy Peters (en)             | vannerie                                          | [ 41 ]  |
| 2001  | Banduk Marika                   | gravure                                           | [ 42 ]  |
| 2000  | Mervyn Bishop (en)              | photographie                                      | [ 43 ]  |
| 1999  | Justine Saunders                | actrice                                           | [ 44 ]  |
| 1998  | Bob Maza (en)                   | acteur et dramaturge                              | [ 45 ]  |
| 1997  | Jimmy Chi (en)                  | musique, théâtre, comédie musicale                | ,       |
| 1996  | Maureen Watson (en)             | théâtre, poésie, radio                            | [ 48 ]  |
| 1995  | Les sœurs Mills (en)            | musique                                           | ,       |
| 1994  | Mick Namarari Tjapaltjarri (en) | peinture                                          | ,       |
| 1993  | Eva Johnson (en)                | poésie, théâtre                                   | [ 54 ]  |